# The Players
The Players è un gruppo musicale norvegese, costituito da 5 calciatori professionisti: Freddy dos Santos, Morten Gamst Pedersen, Raymond Kvisvik, Kristofer Hæstad e Øyvind Svenning.
Hanno pubblicato un singolo per beneficenza, intitolato This Is For Real. I soldi realizzati dalle vendite sono andate alla Croce Rossa e Mezzaluna Rossa Internazionale e per un progetto noto come Soccer Against Crime.